# The Greek Passion

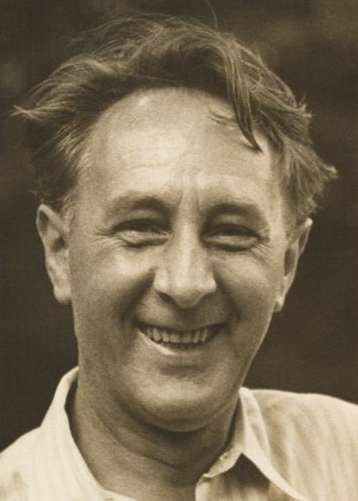
Bohuslav Martinů

The Greek Passion  (tjeckiska: Řecké pašije) är en opera i fyra akter med text och musik av Bohuslav Martinů . Det engelska librettot bygger på Nikos Kazantzakis roman Ο Χριστός ξανασταυρώνεται (Den uppståndne Kristus) från 1954 i översättning av Jonathan Griffin.

## Historia
1954 letade Martinů efter ett libretto för en tjeckisk opera. Efter att han upptäckte Kazantzakis roman Spela för mig, Zorba ändrade han inriktning och tänkte sig en tonsättning av romanen. Men Martinů tog författarens råd att Den uppståndne Kristus skulle bli ett bättre libretto. Från början var det tänkt att operan skulle ha premiär på Covent Garden-operan i London, därav det engelska librettot, men efter att operan refuserats av operaledningen arbetade Martinů om operan och den uruppfördes den 9 juni 1961 i Zürich.
Originalversionen glömdes bort och förblev försvunnen ända tills Aleš Březina rekonstruerade den för Bregenzer Festspiele 1999.
The Greek Passion hade sin svenska premiär den 14 september 2017 på Wermland Opera i Karlstad.

## Personer
- Manolios, en herde (tenor)
- Katerina, en ung änka (sopran)
- Panait, Katerinas älskare (tenor)
- Grigoris, präst i Lycovrissi (basbaryton)
- Fotis, flyktingpräst (basbaryton)
- Yannakos, en nasare (tenor)
- Kostandis, en kaféägare (baryton)
- Lenio, Manolios trolovade (sopran)
- Ladas, en gammal girigbuk (talroll)
- Patriacheas, byäldste (basbaryton)
- Michelis, Patriacheas son (tenor)
- Nikolios, en ung herde (sopran)
- Andonis, en barberare (talroll)
- En gammal kvinna (kontraalt)
- En röst i mängden (baryton)
- Despinio, en flykting (sopran)
- En gammal man, en flykting (bas)
- Bybor, flyktingar (kör)

## Handling
Handlingen utspelas i den lilla grekiska byn Lykrovissi där en föreställning av Passionsspelet ska uppföras under Påsken. När handlingen böjar håller byborna på att förbereda sina karaktärer i det religiösa dramat.

### Akt I
Prästen Grigoris talar om vilka som ska spela i nästa års Passionsspel. Manolios ska spela Kristus, änkan Katerina ska spela Maria Magdalena. Yannakos ska vara Petrus och Panait blir Judas. Medan de tänker över sina roller anländer en skara flyktingar till byn. De körs bort av prästen men blir hjälpta av Manolios, Katerina och de andra.

### Akt II
Yannakos övertalas nasaren Ladas att köpa värdesaker från flyktingarna för en spottstyver. Manolios möter Katerina vid brunnen. Hon bekänner sin kärlek men Manolios avvisar henne. Yannakos går till flyktingarna för att ta deras guld, men när han inser deras situation ger han dem pengar.

### Akt III
Manolios plågas av drömmar av att spela Kristus. När han vaknar kommer hans fästmö Lenio till honom, men han avvisar henne. Hon försvinner med en ung herde. Manolios går till Katerina som tror han har kommit för hennes skull. Han nekar till detta och hon beslutar sig för att följa honom i tankarna. Manolios uppmanar byn att hjälpa flyktingarna. Under tiden smider Grigoris och Panait ränker mot honom.

### Akt IV
Lenio och herdepojken Nikolios gifter sig. Vid bröllopsfestens höjdpunkt förskjuts Manolios av Grigoris för att så passionerat ha stått upp för flyktingarna. Uppmanade av byborna slår Panait ihjäl Manolios. Katerina leder flyktingarna i en bön om nåd och de ger sig av från byn.